# Cheikh Gueye
Pour les articles homonymes, voir Cheikh Gueye (militaire) et Gueye.
Cheikh Matar Gueye, né le 30 décembre 1986 à Thiès, est un footballeur sénégalais qui évolue au poste d'arrière droit.

## Biographie
Cheikh Gueye commence le football au Sénégal dans l'académie de football Génération Foot. Il est recruté par le FC Metz en 2005, tout comme nombre de joueurs sénégalais de cette académie (Babacar Gueye, Dino Djiba, Oumar Pouye, Momar N'Diaye ou Oumar Sissoko).
Lors du mercato d'hiver 2008, Jean Fernandez, entraîneur de l'AJ Auxerre, déclare vouloir recruter le jeune latéral, qui ne cache pas son envie de quitter la lanterne rouge de Ligue 1 pour un meilleur club. Après s'être vu refuser une première offre, l'AJ Auxerre a confirmé l'accord avec le FC Metz pour sa venue. Il reste finalement dans le club lorrain après que l'AJ Auxerre engage Robert Popov, le latéral droit international macédonien.
En août 2011, en fin de contrat, il quitte le FC Metz  et rejoint le Dynamo Dresde, club de division 2 allemande. Il y signe un contrat de deux ans puis une prolongation d'un an en 2013 Il quitte le club après sa relégation en fin de saison 2014.
Après avoir refusé un contrat de deux ans avec le club chypriote de l'Omonia Nicosie, il rejoint en octobre 2014 le CFR Cluj mais quitte le club en janvier 2015 après plusieurs mois sans salaire. Il rejoint en juillet la JA Drancy, club de CFA.